# Kifino Selo
Kifino Selo är en ort i Bosnien och Hercegovina.   Den ligger i entiteten Republika Srpska, i den södra delen av landet, 60 km söder om huvudstaden Sarajevo. Kifino Selo ligger 882 meter över havet och antalet invånare är 199.
Terrängen runt Kifino Selo är huvudsakligen kuperad, men söderut är den platt.Närmaste större samhälle är Nevesinje, 8,1 km väster om Kifino Selo. 
Trakten runt Kifino Selo består till största delen av jordbruksmark. Runt Kifino Selo är det ganska tätbefolkat, med 67 invånare per kvadratkilometer.